# Mario Power Tennis (Nintendo GameCube)
Mario Power Tennis, in Japan bekend als Mario Tennis GC (マリオテニスGC),  is een videospel voor de Nintendo GameCube, ontwikkeld door Camelot Software Planning en uitgegeven door Nintendo. Het spel werd gelanceerd in Europa op 25 februari 2005 en werd het officiële vervolg op Mario Tennis voor de Nintendo 64.
In maart 2009 is er een remake verschenen van Mario Power Tennis op de Wii als een deel van de New Play Control!-serie De besturing is onder andere aangepast.

## Gewone personages

### Hoofdpersonages
| Speler       | Type       |
| ------------ | ---------- |
| Mario        | All-around |
| Luigi        | All-around |
| Peach        | Technique  |
| Daisy        | Technique  |
| Wario        | Power      |
| Waluigi      | Defense    |
| Bowser       | Power      |
| Yoshi        | Speed      |
| Donkey Kong  | Power      |
| Diddy Kong   | Speedy     |
| Bowser Jr.   | Tricky     |
| Koopa Troopa | Speed      |
| Boo          | Tricky     |
| Shy Guy      | Technique  |

### Geheime personages
| Speler        | Type      | Unlockable                                              |
| ------------- | --------- | ------------------------------------------------------- |
| Fly Guy       | Tricky    | Speel de 3 tournaments van de Normal Cup uit in singles |
| Paratroopa    | Technique | Speel de 3 tournaments van de Normal Cup uit in doubles |
| Wiggler       | Defense   | Speel de Vuur- en Thunder tournaments uit in singles    |
| Petey Piranha | Power     | Speel de Vuur- en Thunder tournaments uit in doubles    |

## Courts
- Peach Dome Hard Court
- Peach Dome Clay Court
- Peach Dome Grass Court
- DK Jungle Court
- Delfino Plaza Court
- Wario Factory Court
- Super Mario Bros. Court
- Gooper Blooper Court
- Bowser's Castle Court
- Luigi's Mansion Court

## Ontvangst
| Beoordeeld door                         | Jaar | Platform | Score |
| --------------------------------------- | ---- | -------- | ----- |
| GameSpot                                | 2004 | GameCube | 89%   |
| Jeuxpo.com                              | 2005 | GameCube | 86%   |
| Game Shark                              | 2009 | Wii      | 83%   |
| Game Revolution                         | 2009 | Wii      | 83%   |
| GameSpy                                 | 2004 | GameCube | 80%   |
| GNT - Generation Nouvelles Technologies | 2009 | Wii      | 80%   |
| Good-Evil.net                           | 2005 | GameCube | 67%   |
| Eurogamer.net (UK)                      | 2009 | Wii      | 60%   |
| Gameplanet                              | 2009 | Wii      | 60%   |
| NZGamer                                 | 2009 | Wii      | 50%   |

## Trivia
- Het spel is opgenomen in het boek 1001 Video Games You Must Play Before You Die van Tony Mott.

Mario's Tennis · 
Mario Tennis (Nintendo 64) · 
Mario Tennis (Game Boy Color) · 
Mario Power Tennis (Nintendo GameCube) · 
Mario Power Tennis (Game Boy Advance) ·
Mario Tennis Open ·
Mario Tennis: Ultra Smash ·
Mario Tennis Aces